# Клајд (Охајо)
Клајд (енгл. Clyde) град је у америчкој савезној држави Охајо.

## Демографија
По попису из 2010. године број становника је 6.325, што је 261 (4,3%) становника више него 2000. године.
| Група             | 2000.         | 2010.         |
| Белци             | 5.686 (93,8%) | 5.772 (91,3%) |
| Афроамериканци    | 9 (0,1%)      | 37 (0,6%)     |
| Азијати           | 16 (0,3%)     | 27 (0,4%)     |
| Хиспаноамериканци | 285 (4,7%)    | 371 (5,9%)    |
| Укупно            | 6.064         | 6.325         |